# Spiegelkogel
Spiegelkogel ist der Name dreier Bergspitzen im Hauptkamm der Ötztaler Alpen, im nördlichen Bereich des Ramolkamms. Unterschieden wird zwischen dem Hinteren Spiegelkogel mit 3424 m ü. A. Höhe, dem Mittleren, (3311 m) und dem 3087 m hohen Vorderen Spiegelkogel. Die Gipfel liegen im österreichischen Bundesland Tirol. Der Hintere Spiegelkogel als alpinistisch bedeutendster Gipfel wurde in der Woche vom 25. Juli bis zum 2. August 1870 touristisch erstmals bestiegen. Der Venter Pfarrer und Mitbegründer des Alpenvereins Franz Senn erreichte den Gipfel zusammen mit Victor von Mayrl, einem Kaufmann aus Bozen mit den Bergführern Ignaz Schöpf und Josef Gstrein.

## Lage und Umgebung

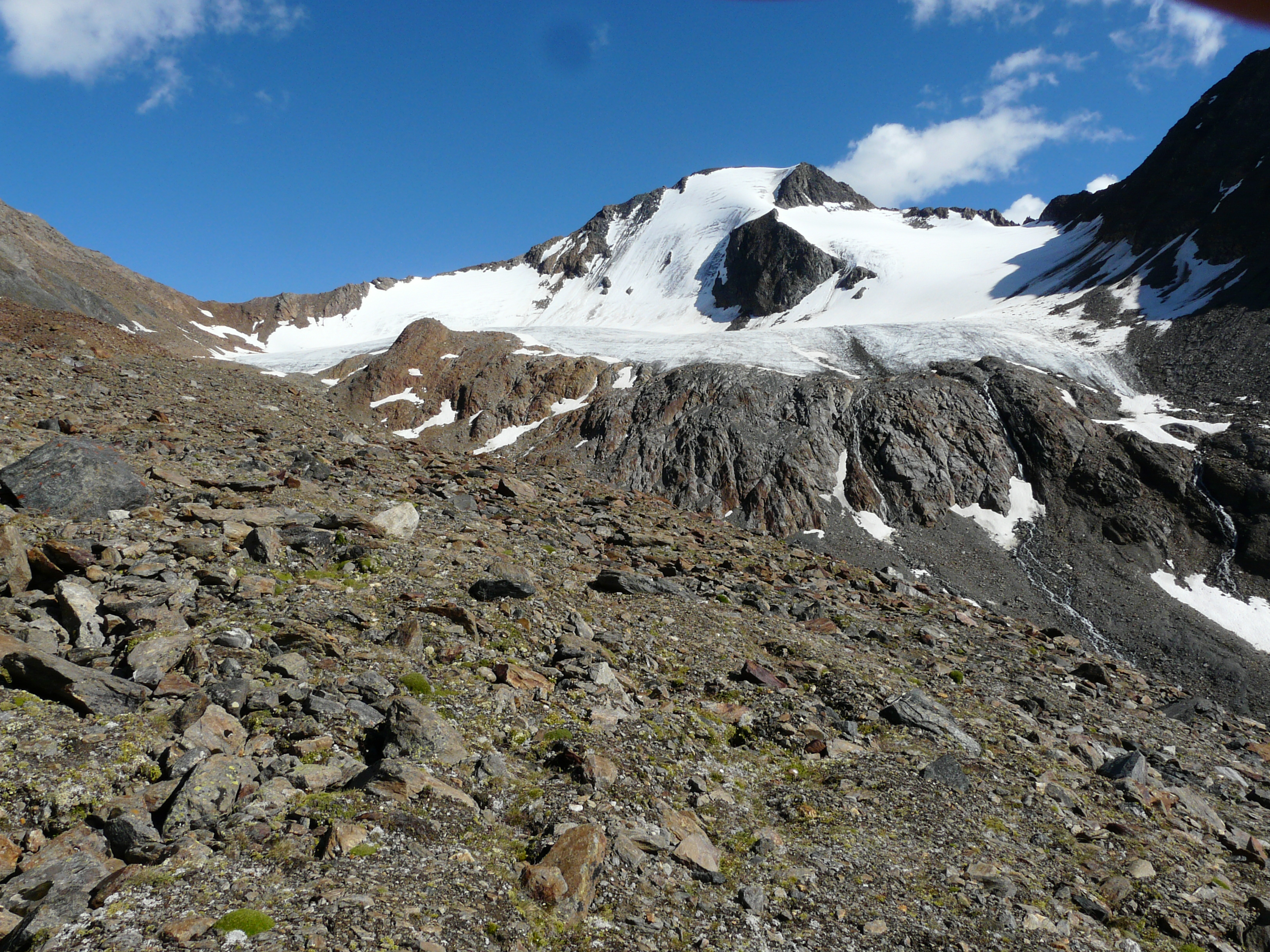
Spiegelferner mit Ramoljoch und Hinterem Spiegelkogel

Der Hintere Spiegelkogel liegt knapp 7 Kilometer Luftlinie südwestlich von Obergurgl, einem Ortsteil der Gemeinde Sölden im Ötztal. An seiner Nordflanke erstreckt sich der Gletscher Spiegelferner bis kurz unter den Gipfel, im Süden stößt der stark im Schwinden begriffene Firmisanferner noch bis eine Höhe von gut 3200 Metern Höhe vor. Benachbarte Berge sind im Verlauf des Westgrats, getrennt durch eine Einschartung auf 3214 Metern Höhe der Mittlere Spiegelkogel und weiter nordwestlich der Vordere Spiegelkogel. Im Norden schließen sich, getrennt durch das Ramoljoch (3186 m), die drei Ramolkögel an. Nach Osten fällt der Hintere Spiegelkogel ab ins obere Gurgler Tal und im Süden, in Richtung zum eigentlichen Ötztaler Hauptkamm liegt, getrennt durch das 3251 Meter hoch gelegene Spiegeljoch, die Firmisanschneide. Das Hochtal des Spiegelbaches führt nordwestlich vom Gipfel hinunter ins Niedertal und weiter in das rund vier Kilometer entfernte Vent, das ebenfalls zur Gemeinde Sölden gehört.

## Stützpunkt und Routen
Der Weg der Erstbesteiger von Vent aus ist nicht überliefert worden. Als Stützpunkt für eine Begehung der Spiegelkögel dient heute das Ramolhaus auf 3006 Metern Höhe. Der Normalweg zum Gipfel des Hinteren Spiegelkogels (der Hausberg des Ramolhauses) führt von der Hütte aus zunächst westlich über ein großes Firnfeld bis hinauf zum Spiegeljoch. Von dort verläuft der Weg dann über den ausgeprägten Südgrat in, laut Literatur, leichter Kletterei im Schwierigkeitsgrad UIAA I in einer Gehzeit von drei Stunden zum Gipfel. Weitere Routen auf den Berg führen als Eistour (nur mit entsprechender Ausrüstung und Erfahrung zu begehen) durch die 40° geneigte Nordwestwand und über den Nordostgrat im Schwierigkeitsgrad UIAA II.